# 松島榮利子
松島榮利子（1957年3月13日—）是日本的女性聲優、舞台演員，以前所屬YU-RIN PRO。在YU-RIN PRO附屬的聲優養成所的橫澤啟子 聲優·旁白學校11期生。北海道出身。興趣是爵士舞。

## 演出作品

### 電視動畫
2005年
- 地獄少女（愛的祖母）

2006年
- 鍵姫物語 永久愛麗絲輪舞曲（老婦人#10）
- 暮蟬悲鳴時（老婦人A）
- 地獄少女 二籠（愛的祖母、藝妓館的老闆娘#16）

2007年
- 瀨戶的花嫁（永澄的奶奶）
- 桃華月憚（學園長）
- CODE-E（老奶奶A）
- 暮蟬悲鳴時解（主婦、老奶奶、村人）
- Baccano!（老婦人）
- 逮捕令 全速前進（老奶奶）

2008年
- 露比的怪誕城（艾莉）
- 純情羅曼史（宮城的母親）
- 魔法使的條件 〜夏日天空〜（佐藤芳子）
- 地獄少女 三鼎（愛的祖母、主婦）

### 連續劇
- 地獄少女（愛的祖母）【只有聲音】

### 外語配音
- 我的父親（李利夫人（愛麗西亞·麥格拉斯））
- 屋塔房小貓（祖母）
- 左右做人難

### 舞台
- 燃燒喔！西遊記（2004年）
- 火戀～卑彌呼～（2005年）（假奇稻田）

## 外部連結
- yu-rin pro公開簡歷 （页面存档备份，存于）